# Ocica nitida
Ocica nitida är en insektsart som först beskrevs av Ludwig Redtenbacher 1892.  Ocica nitida ingår i släktet Ocica och familjen vårtbitare. Inga underarter finns listade i Catalogue of Life.